# Swetlana Golendowa
Swetlana Wladimirowna Golendowa (russisch Светла́на Владимировна Голендова, engl. Transkription Svetlana Golendova; geb. Иванчукова – Iwantschukowa – Ivanchukova * 25. Juli 1993 in Georgijewka) ist eine kasachische Sprinterin.

## Sportliche Laufbahn
Erste Erfahrungen bei internationalen Meisterschaften sammelte Golendowa bei den Juniorenasienmeisterschaften 2012 in Colombo, bei denen sie über 200 Meter den vierten und über 100 Meter den siebten Platz belegte. 2013 nahm sie über 100 Meter an den Asienmeisterschaften in Pune teil und erreichte dort den fünften Rang. 2014 gewann sie bei den Asienspielen im südkoreanischen Incheon mit der kasachischen 4-mal-100-Meter-Staffel die Silbermedaille hinter der Mannschaft aus China. 2015 gewann die Studentin der Al-Farabi-Universität bei der Sommer-Universiade in Gwangju die Goldmedaille mit der 4-mal-100-Meter-Staffel und schied über 100 Meter im Halbfinale aus. Zuvor wurde sie bei den Asienmeisterschaften in Wuhan mit der Staffel disqualifiziert.
Zwei Jahre später nahm sie mit der kasachischen Staffel an den Weltmeisterschaften in London teil und schied dort 45,47 s im Vorlauf aus. Zwei Wochen später nahm sie an den Studentenweltspielen in Taipeh teil und gelangte dort in das Halbfinale über 200 Meter. 2018 nahm sie an den Hallenasienmeisterschaften in Teheran teil und gewann dort in ihrem ersten Rennen über 400 Meter die Goldmedaille in 53,28 s vor ihrer Landsfrau Elina Michina. Zudem gewann sie mit der kasachischen Staffel die Goldmedaille. Anschließend nahm sie an den Hallenweltmeisterschaften in Birmingham teil und schied dort sowohl im Einzelbewerb über 400 Meter als auch mit der kasachischen Staffel in der ersten Runde aus. Ende August nahm sie erneut an den Asienspielen in Jakarta teil und gewann dort mit der 4-mal-100-Meter-Staffel in 43,82 s die Bronzemedaille. Zudem belegte sie mit der 4-mal-400-Meter-Staffel im Finale Platz sechs und gewann nach der dopingbedingten Disqualifikation der bahrainischen Staffel 2019 die Silbermedaille mit der gemischten Staffel. Im Jahr darauf belegte sie bei den Asienmeisterschaften in Doha in 53,83 s den fünften Platz über 400 Meter. Zudem gewann sie mit der 4-mal-100-Meter-Staffel in 43,36 s die Silbermedaille hinter der Chinesinnen und erreichte mit der gemischten Staffel in 3:20,73 min Rang vier. Mit der 4-mal-100-Meter-Staffel qualifizierte sie sich für die Weltmeisterschaften in Doha, bei denen sie mit 43,79 s im Vorlauf ausschied.
2013 und 2016 wurde Golendowa kasachische Meisterin über 100 Meter sowie 2018 und 2020 Hallenmeisterin über 200 Meter. Seit 2016 ist sie mit dem kasachischen Kanuten Ilja Golendow verheiratet und änderte auch ihren Namen. Sie absolvierte ein Sportstudium an der Al-Farabi-Universität in Almaty.

## Persönliche Bestzeiten
- 100 Meter: 11,38 s (+0,8 m/s), 24. Mai 2016 in Almaty
  - 60 Meter (Halle): 7,45 s, 23. Januar 2016 in Öskemen
- 200 Meter: 23,42 s (+0,3 m/s), 25. Mai 2016 in Almaty
  - 200 Meter (Halle): 24,24 s, 16. Januar 2018 in Öskemen
- 400 Meter: 53,79 s, 4. Juni 2019 in Chongqing
  - 400 Meter (Halle): 52,76 s, 16. Februar 2018 in Öskemen